# Distrito de Küçükçekmece

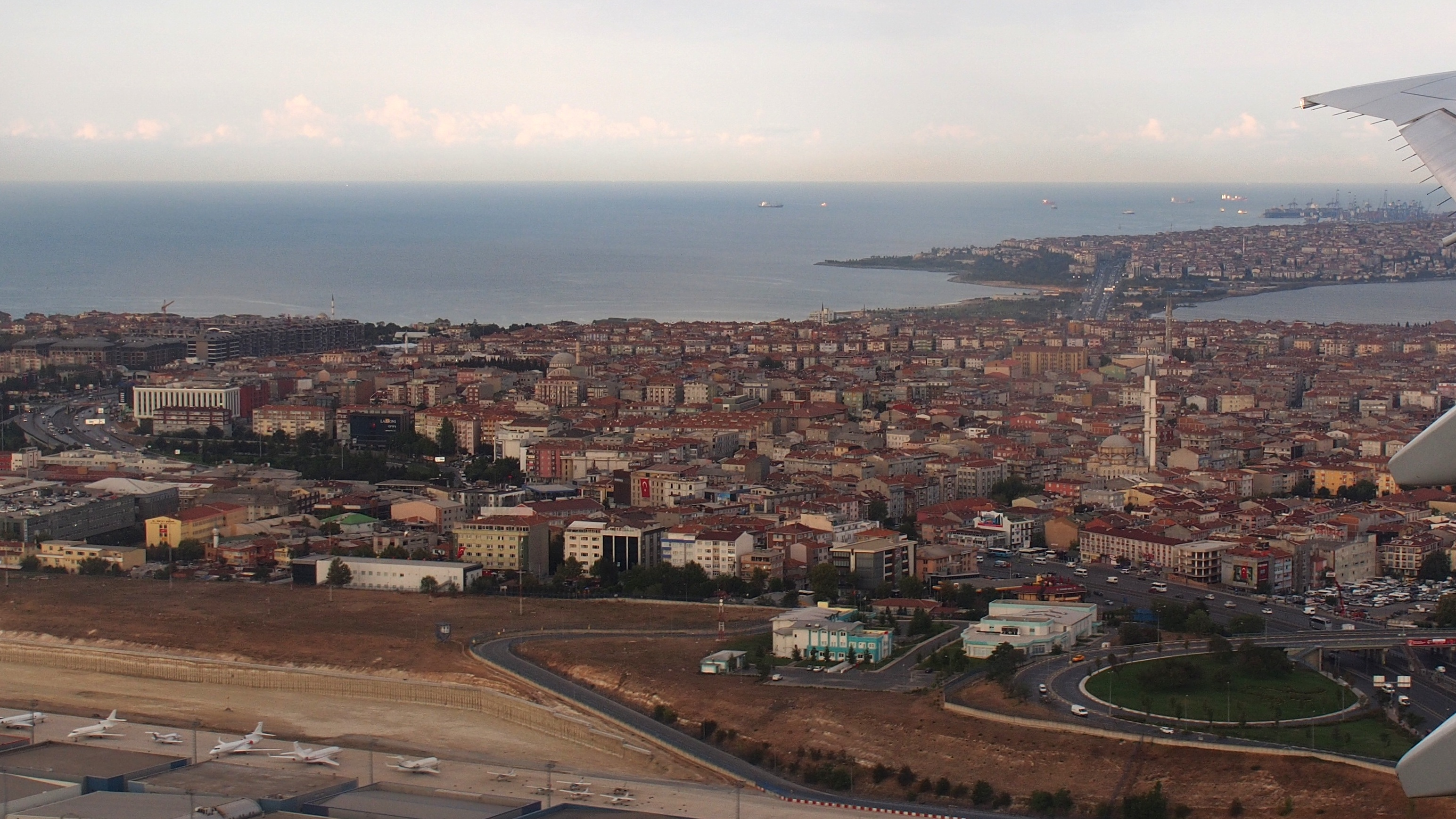
Aerial view of Küçükçekmece district

Küçükçekmece es un gran distrito de la provincia de Estambul, Turquía, situado en la parte europea del distrito. Se encuentra a 23 km de la ciudad, al otro lado del Aeropuerto Internacional Atatürk. Cuenta con una población de 669.081 habitantes (2007) y una superficie de 118 km². 

## Localización
Küçükçekmece se encuentra en la costa del mar de Mármara, en la costa oriental de un entrante del mar llamado Küçükçekmece Gölü. Al otro lado del entrante se encuentra el distrito de Avcılar y el campus de la Universidad de Estambul. El entrante se comunica con el mar de Mármara mediante un estrecho canal, por lo que el agua no está salada. Los riachuelos que desembocan en el entrante están muy contaminados, ya que contienen las aguas residuales de las industrias de la zona; sin embargo, se están desarrollando planes para limpiarlo, y poco a poco se está recuperando la vida animal que antiguamente existía.

## Historia
La laguna ha estado casi siempre bajo control del poder imperial, fuese cual fuese éste, ya que la vía que conectaba la ciudad con Europa pasaba por allí.
Hasta los años 1950, Küçükçekmece fue un destino habitual de los habitantes de Estambul, quienes llegaban en tren para bañarse, pescar anguilas o sentarse en la orilla. 
El terreno es llano, elevándose levemente según se aleja de la costa. Por esta razón, se han levantado numerosos edificios en los que albergar fábricas y viviendas. En la actualidad, este desarrollo urbanístico se sigue produciendo, el cual se ha visto acelerado por la construcción de la autopista TEM hacia Europa. En particular, la zona de Ikitelli es muy industrial y se siguen construyendo numerosas fábricas. El centro de investigación nuclear se encuentra junto al lago.

## Küçükçekmece en la actualidad
La población de Küçükçekmece crece rápidamente, por lo que se están construyendo colegios, supermercados, centros comerciales, etc. Sin embargo, la mayor parte del distrito se caracteriza por ser pobre y de clase obrera. Gran parte de los edificios se han construido de manera ilegal.
Aquí se encuentra el club de remo Galatasaray.

## Lugares de interés
Existe un puente antiguo de gran belleza que cruza la entrada de la laguna, construido por Mimar Sinan, el famoso arquitecto otomano. Se ha restaurado y se conserva en buen estado.